# Magnus De la Gardie
För rikskanslern, se Magnus Gabriel De la Gardie
Magnus Gabriel De la Gardie (i riksdagen kallad De la Gardie i Maltesholm), född 17 maj 1839 i Östra Sönnarslövs socken, Kristianstads län, död 29 januari 1905 i Stockholm, var en svensk greve, diplomat, ämbetsman och politiker. 
Han var son till godsägaren Pontus Henrik De la Gardie. Han bodde på Maltesholms slott och begravdes i Östra Sönnarslöv.
De la Gardie blev student vid Lunds universitet 1856 och avlade kansliexamen 1859. Han utnämndes 1867 till kammarherre, blev därefter tillförordnad legationssekreterare i London 1868, legationssekreterare i Berlin 1870 och legationssekreterare i Köpenhamn 1875. De la Gardie var landshövding i Kristianstads län 1883–1905 och ordförande i Kristianstads läns hushållningssällskap från 1884. Han invaldes som ledamot av Lantbruksakademien 1904. De la Gardie var ledamot av Ridderskapet och adeln 1865–1866 (den sista ståndsriksdagen) och av första kammaren 1896–1905. Han gifte sig 1877 med grevinnan Ulrika Charlotta Elisabeth Wachtmeister af Johannishus (1855–1913), dotter till greve Axel Wachtmeister och Elisabeth von Platen.